# 1098

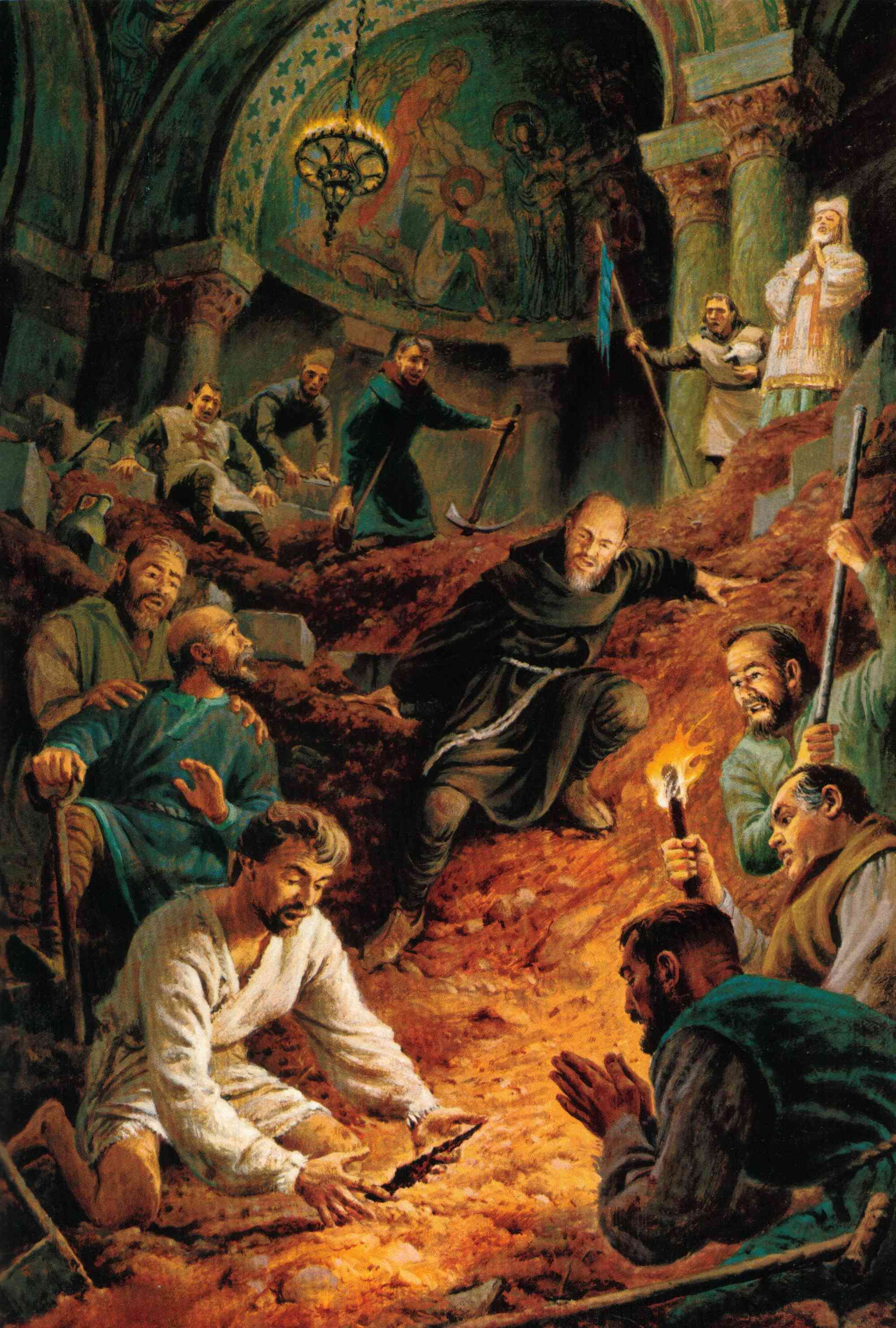
Vondst van de Heilige Lans in Antiochië

Het jaar 1098 is het 98e jaar in de 11e eeuw volgens de christelijke jaartelling.

## Gebeurtenissen
februari
- 9 - Ridwan, de Seltsjoekse koning van Aleppo, probeert het beleg van Antiochië te breken, maar wordt door de kruisvaarders teruggedreven.
- februari - Tatikios, Byzantijns adviseur, verlaat de kruisvaarders en keert terug naar Constantinopel.
- februari - Thoros, heerser van Edessa, nodigt Boudewijn van Boulogne uit naar de stad om te helpen bij het weerstaan van de Seltsjoeken. Eenmaal binnen probeert Boudewijn echter de macht van Thoros te breken.

maart
- 9 - Thoros wordt, al dan niet op instigatie van Boudewijn, vermoord. Boudewijn sticht het graafschap Edessa met zichzelf als graaf.
- maart - Edgar Ætheling komt aan met Engels-Byzantijnse versterking en verjaagt Guynemar van Boulogne uit Latakia,.

mei
- mei - Rogier I van Sicilië belegert de stad Capua in Campanië. Deze belegering duurt 40 dagen.

juni
- 3 - Einde van het Beleg van Antiochië. De kruisvaarders veroveren Antiochië. Bohemund I wordt heerser over de stad. Begin van het Vorstendom Antiochië.
- 9 - Een Turks leger onder Kerbogha begint een tegenbelegering van Antiochië.
- 15 - Op aanwijzing van Peter Bartholomeus wordt in de Sint-Pieterkathedraal in Antiochië de vermeende Heilige Lans gevonden.
- 28 - De kruisvaarders verslaan Kerbogha en het tegenbeleg wordt opgeheven.
- De afgezette prins van Capua, Richard II wordt door Rogier I van Sicilië, ondersteund door moslims uit Sicilië, na zeven jaar hersteld in zijn positie.
- juni - Raymond Pilet, een kruisridder uit het contingent van Raymond van Toulouse, onderneemt een expeditie naar Maarat, een belangrijke handelsplaats op de weg naar Damascus. Zijn troepen ontmoeten een veel groter moslimleger midden in de stad en worden compleet verslagen; het christenleger blijft merendeels zwaargewond achter. De rest van de zomer besloot het kruisvaardersleger zuidwaarts te marcheren en wist een reeks steden en plaatsen te veroveren; in november arriveerden ze opnieuw in Maarat.

augustus
- 26 - De grootvizier van de kalief van Egypte, Al-Afdal Shahanshah, verovert Jeruzalem op de Seltsjoeken.

december
- 12 - Einde van het beleg van Maarat: De kruisvaarders veroveren de stad Ma'arrat al-Numan en richten een slachting aan onder de inwoners, hoewel die veilige aftocht was beloofd. De hongerige kruisvaarders gaan over op kannibalisme.

zonder datum
- Naast Johannes VII wordt een Latijns patriarch van Antiochië aangesteld, Peter van Narbonne.
- Koning Magnus III van Noorwegen (Magnus Barrevoets) verovert de Orkneyeilanden, de Hebriden en het eiland Man.
- Robert van Molesme sticht de abdij van Cîteaux en daarmee de orde der Cisterciënzers.
- Rijksdag van Mainz: Keizer Hendrik IV zet zijn opstandige zoon Koenraad af als medekoning van Duitsland.
- Frederik I van Zwaben en Berthold II van Zähringen, die beiden het hertogdom Zwaben claimen, komen tot een vergelijk. Berthold geeft zijn claims op Zwaben op, maar krijgt de rijksvoogdij over Zürich en behoudt wel de titel van hertog. (jaartal bij benadering)
- Keizer Hendrik IV houdt in Neurenberg een groot en beroemd riddertoernooi.
- De Sint-Andreaskerk in Krakau wordt voltooid.
- Voor het eerst genoemd: Maransart

## Opvolging
- bisdom Doornik - Radboud II opgevolgd door Balderik
- Duitsland (medekoning van keizer Hendrik IV) - Koenraad van Franken, zoon van keizer Hendrik IV, opgevolgd door zijn broer Hendrik V
- Edessa - Thoros opgevolgd door Boudewijn van Boulogne
- Henegouwen - Boudewijn II opgevolgd door zijn zoon Boudewijn III onder regentschap van diens moeder Ida van Leuven
- Istrië - Poppo II opgevolgd door zijn broer Ulrich II (jaartal bij benadering)
- Nevers, Auxerre en Tonnerre - Willem I opgevolgd door zijn kleinzoon Willem II

## Afbeeldingen

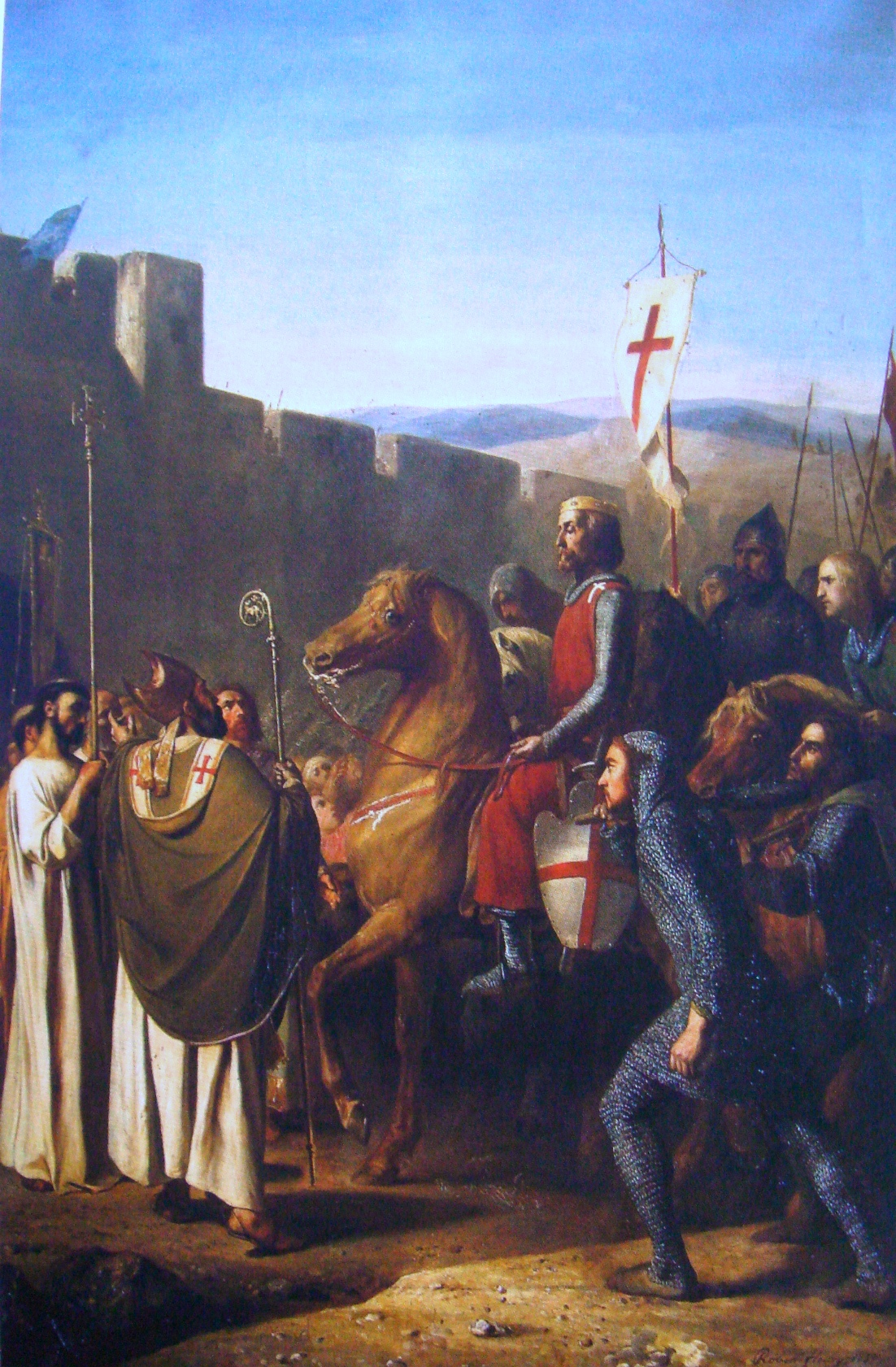
Boudewijn van Boulogne rijdt Edessa binnen
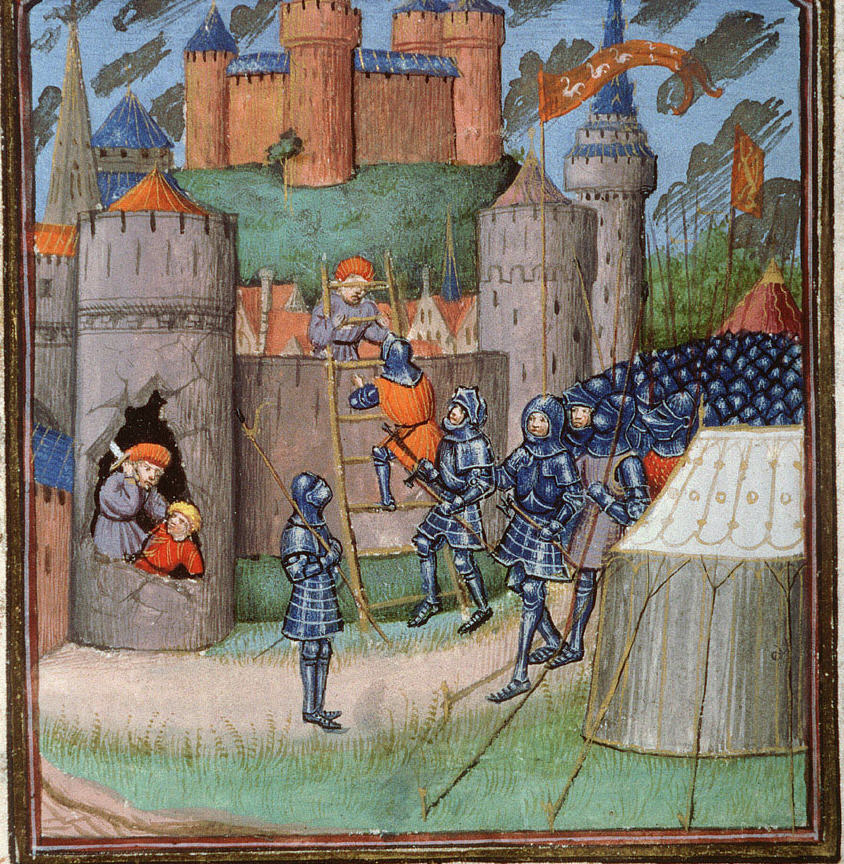
De kruisvaarders veroveren Antiochië
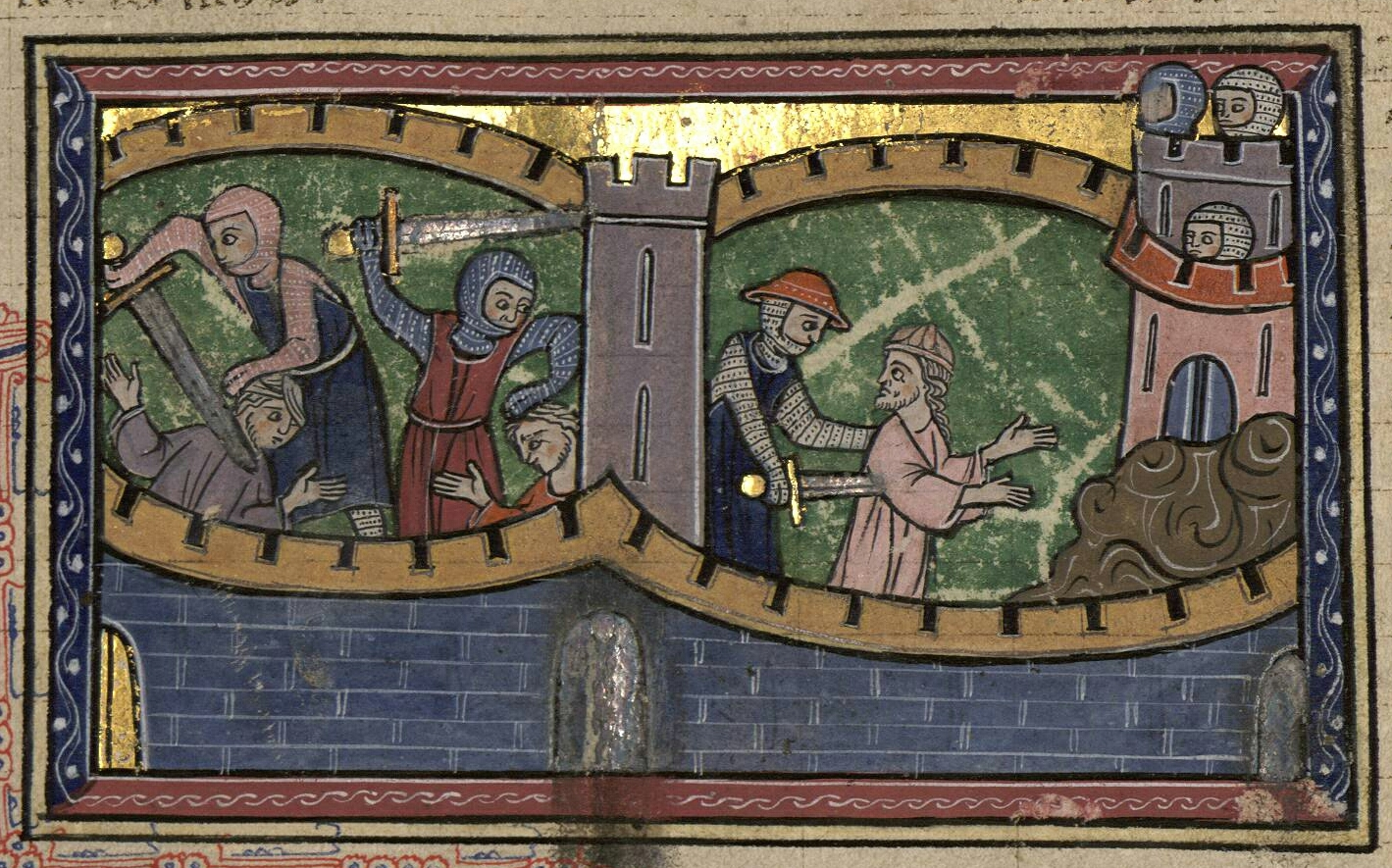
Na de verovering richten de kruisvaarders een slachting aan onder de bevolking van Antiochië
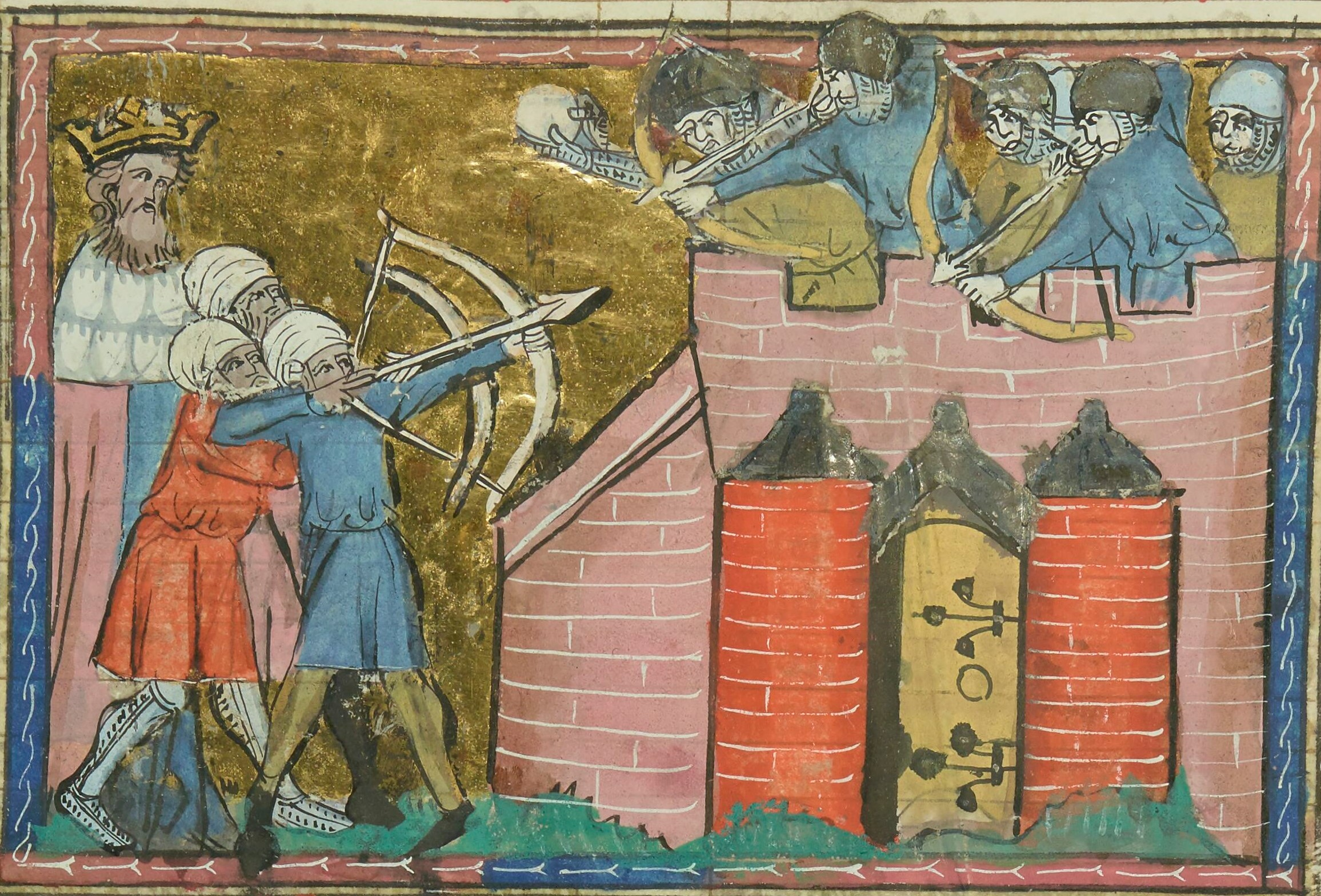
Tegenbelegering van Antiochië door Kerbogha
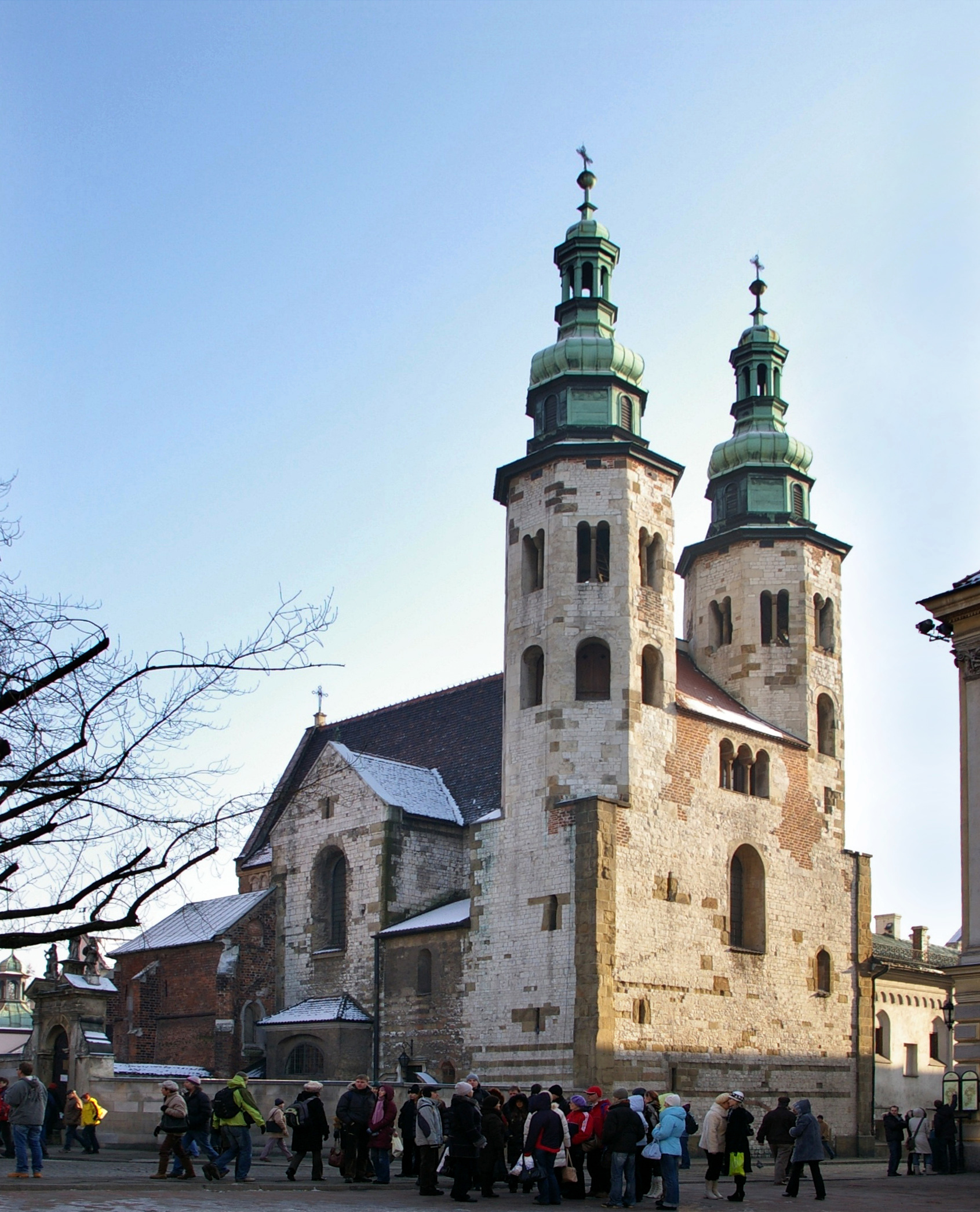
Sint Andreaskerk van Krakau

## Geboren
- Hildegard van Bingen, Duits theologe, mystica en componiste
- Arnold II van Wied, aartsbisschop van Keulen (1151-1156) (jaartal bij benadering)
- Koenraad de Grote, markgraaf van Meißen (1129-1157) en Lausitz (1136-1157) (jaartal bij benadering)
- Pons, graaf van Tripoli (1112-1137) (jaartal bij benadering)

## Overleden
- 9 maart - Thoros, heerser van Edessa (1095-1098)
- 1 augustus - Adhemar van Monteil, pauselijk legaat en kruisvaardersleider
- Boudewijn II (~42), graaf van Henegouwen (1071-1098) en kruisvaarder
- Kerbogha, gouverneur van Mosoel